# Chloé Chevalier
Chloé Chevalier (Saint-Martin-d'Hères, 2 de noviembre de 1995) es una deportista francesa que compite en biatlón. Su hermana Anaïs compite en el mismo deporte.
Ganó cinco medallas en el Campeonato Europeo de Biatlón, entre los años 2015 y 2020.

## Palmarés internacional
| Campeonato Europeo | Campeonato Europeo           | Campeonato Europeo | Campeonato Europeo |
| Año                | Lugar                        | Medalla            | Prueba             |
| ------------------ | ---------------------------- | ------------------ | ------------------ |
| 2015               | Otepää (Estonia)             | Medalla de bronce  | Relevo             |
| 2018               | Val Ridanna (Italia)         | Medalla de oro     | Individual         |
| 2018               | Val Ridanna (Italia)         | Medalla de oro     | Persecución        |
| 2018               | Val Ridanna (Italia)         | Medalla de plata   | Velocidad          |
| 2020               | Minsk-Raubichi (Bielorrusia) | Medalla de bronce  | Supervelocidad     |